# ジョン・ホール (プログラマ)
ジョン・ホール（英: Jon Hall）は、Linuxベースのオペレーティングシステムのサポートと普及を目的とする非営利団体 Linux International の代表。
ニックネームの "maddog" （狂犬の意）は、彼が計算機科学科の学科長を務めていた Hartford State Technical College の学生がつけた。本人は今では本名で呼ばれることを好む。ホールによるとこのニックネームは「気性が激しかったころに付けられたもの」とのこと。
これまで、ウェスタン・エレクトリック、Aetna Life and Casualty、ベル研究所、DEC、VA Linux Systems、SGIで働いたことがある。現在はKooluのCTO兼代表 (ambassador) を務めている。
Linuxに興味を持つようになったのはDECに勤めていたころで、DEC Alpha プラットフォームへの移植をリーナス・トーバルズに依頼し、必要な機器やリソースを提供する役割を果たした。同じころ、自分が住んでいるニューハンプシャー州で Greater New Hampshire Linux User Group を立ち上げた。ホールは "UNIX" と書かれたナンバープレートを持っている。
いくつかの企業の取締役、USENIXなどいくつかの非営利組織の運営委員を務めている。自由ソフトウェア運動における有名人であり、UK Linux and Open Source Awards 2006 では貢献賞を授与された。